# Clausidiidae
Clausidiidae is een familie van eenoogkreeftjes in de orde van de Poecilostomatoida. De wetenschappelijke naam van de familie is voor het eerst geldig gepubliceerd in 1901 door Embleton.

## Geslachten
- Cemihyclops Karanovic, 2008
- Clausidium Kossmann, 1875
- Conchyliurus Bocquet & Stock, 1957
- Foliomolgus Kim I.H., 2001
- Giardella Canu, 1888
- Goodingius Kim I.H., 2007
- Hemadona Ho & I.H. Kim, 2004
- Hemicyclops Boeck, 1872
- Hersiliodes Canu, 1888
- Hippomolgus Sars G.O., 1917
- Hyphalion Humes, 1987
- Leptinogaster Pelseneer, 1929
- Pholadicola Ho & Wardle, 1992